# Giro di Romandia 1976
Il Giro di Romandia 1976, trentesima edizione della corsa, si svolse dal 4 al 9 maggio su un percorso di 803 km ripartiti in 5 tappe (la quinta suddivisa in due semitappe) e un cronoprologo, con partenza a Ginevra e arrivo a Friburgo. Fu vinto dal belga Johan De Muynck della Brooklyn davanti ai suoi connazionali Roger De Vlaeminck e Eddy Merckx.

## Tappe
| Tappa  | Data     | Percorso                                | km  | Vincitore di tappa | Leader cl. generale |
| ------ | -------- | --------------------------------------- | --- | ------------------ | ------------------- |
| Prol.  | 4 maggio | Ginevra > Ginevra (cron. individuale)   | 3   | Eddy Merckx        | Eddy Merckx         |
| 1ª     | 5 maggio | Ginevra > Vevey                         | 174 | Knut Knudsen       | Knut Knudsen        |
| 2ª     | 6 maggio | Vevey > Leysin                          | 155 | Johan De Muynck    | Johan De Muynck     |
| 3ª     | 7 maggio | Leysin > Bassecourt                     | 201 | Giancarlo Bellini  | Johan De Muynck     |
| 4ª     | 8 maggio | Courfaivre > Chaumont                   | 156 | Johan De Muynck    | Johan De Muynck     |
| 5ª-1ª  | 9 maggio | Neuchâtel > Friburgo                    | 86  | Roger De Vlaeminck | Johan De Muynck     |
| 5ª-2ª  | 9 maggio | Friburgo > Friburgo (cron. individuale) | 28  | Johan De Muynck    | Johan De Muynck     |
| Totale | Totale   | Totale                                  | 803 |                    |                     |

## Dettagli delle tappe

### Prologo
- 4 maggio: Ginevra > Ginevra (cron. individuale) – 3 km

| Pos. | Corridore      | Squadra | Tempo |
| ---- | -------------- | ------- | ----- |
| 1    | Eddy Merckx    | Molteni |       |
| 2    | Joseph Bruyère | Molteni |       |

| Pos. | Corridore      | Squadra | Tempo |
| ---- | -------------- | ------- | ----- |
| 1    | Eddy Merckx    | Molteni |       |
| 2    | Joseph Bruyère | Molteni |       |

### 1ª tappa
- 5 maggio: Ginevra > Vevey – 174 km

| Pos. | Corridore             | Squadra        | Tempo |
| ---- | --------------------- | -------------- | ----- |
| 1    | Knut Knudsen          | Jollj Ceramica |       |
| 2    | Roger De Vlaeminck    | Brooklyn       |       |
| 3    | Giacinto Santambrogio | Bianchi        |       |

| Pos. | Corridore    | Squadra        | Tempo |
| ---- | ------------ | -------------- | ----- |
| 1    | Knut Knudsen | Jollj Ceramica |       |

### 2ª tappa
- 6 maggio: Vevey > Leysin – 155 km

| Pos. | Corridore          | Squadra        | Tempo |
| ---- | ------------------ | -------------- | ----- |
| 1    | Johan De Muynck    | Brooklyn       |       |
| 2    | Giovanni Battaglin | Jollj Ceramica |       |
| 3    | Raymond Delisle    | Peugeot        |       |

| Pos. | Corridore       | Squadra  | Tempo |
| ---- | --------------- | -------- | ----- |
| 1    | Johan De Muynck | Brooklyn |       |

### 3ª tappa
- 7 maggio: Leysin > Bassecourt – 201 km

| Pos. | Corridore          | Squadra  | Tempo |
| ---- | ------------------ | -------- | ----- |
| 1    | Giancarlo Bellini  | Brooklyn |       |
| 2    | Felice Gimondi     | Bianchi  |       |
| 3    | Roger De Vlaeminck | Brooklyn |       |

| Pos. | Corridore       | Squadra  | Tempo |
| ---- | --------------- | -------- | ----- |
| 1    | Johan De Muynck | Brooklyn |       |

### 4ª tappa
- 8 maggio: Courfaivre > Chaumont – 156 km

| Pos. | Corridore          | Squadra  | Tempo |
| ---- | ------------------ | -------- | ----- |
| 1    | Johan De Muynck    | Brooklyn |       |
| 2    | Roger De Vlaeminck | Brooklyn |       |
| 3    | Raymond Delisle    | Peugeot  |       |

| Pos. | Corridore       | Squadra  | Tempo |
| ---- | --------------- | -------- | ----- |
| 1    | Johan De Muynck | Brooklyn |       |

### 5ª tappa - 1ª semitappa
- 9 maggio: Neuchâtel > Friburgo – 86 km

| Pos. | Corridore          | Squadra  | Tempo |
| ---- | ------------------ | -------- | ----- |
| 1    | Roger De Vlaeminck | Brooklyn |       |
| 2    | Roland Salm        | Zonca    |       |
| 3    | Bernard Bourreau   | Peugeot  |       |

| Pos. | Corridore       | Squadra  | Tempo |
| ---- | --------------- | -------- | ----- |
| 1    | Johan De Muynck | Brooklyn |       |

### 5ª tappa - 2ª semitappa
- 9 maggio: Friburgo > Friburgo (cron. individuale) – 28 km

| Pos. | Corridore          | Squadra  | Tempo |
| ---- | ------------------ | -------- | ----- |
| 1    | Johan De Muynck    | Brooklyn |       |
| 2    | Eddy Merckx        | Molteni  |       |
| 3    | Roger De Vlaeminck | Brooklyn |       |

| Pos. | Corridore          | Squadra  | Tempo     |
| ---- | ------------------ | -------- | --------- |
| 1    | Johan De Muynck    | Brooklyn | 23h25'53" |
| 2    | Roger De Vlaeminck | Brooklyn | a 2'51"   |
| 3    | Eddy Merckx        | Molteni  | a 2'58"   |

## Classifiche finali

### Classifica generale
| Pos. | Corridore          | Squadra               | Tempo     |
| ---- | ------------------ | --------------------- | --------- |
| 1    | Johan De Muynck    | Brooklyn              | 23h25'53" |
| 2    | Roger De Vlaeminck | Brooklyn              | a 2'51"   |
| 3    | Eddy Merckx        | Molteni-Campagnolo    | a 2'58"   |
| 4    | Raymond Delisle    | Peugeot-Esso-Michelin | a 4'56"   |
| 5    | Roland Salm        | Zonca                 | a 5'17"   |
| 6    | Giovanni Battaglin | Jollj Ceramica-Decor  | a 8'12"   |
| 7    | Juan Pujol Pages   | KAS                   | a 8'15"   |
| 8    | Giancarlo Bellini  | Brooklyn              | a 9'24"   |
| 9    | Ronald De Witte    | Brooklyn              | a 10'09"  |
| 10   | Ueli Sutter        | Zonca                 | a 10'42"  |